# Coppa Libertadores 1995
L'edizione 1995 della Coppa Libertadores vide la vittoria del Grêmio.

## Sedicesimi di finale

### Gruppo 1 Argentina, Uruguay
19.02 Independiente Avellaneda - River Plate Buenos Aires 1:1

19.02 Peñarol Montevideo - Cerro Montevideo 3:3

22.02 Peñarol Montevideo - Independiente Avellaneda 1:2

23.02 Cerro Montevideo - River Plate Buenos Aires 0:1

08.03 Peñarol Montevideo - River Plate Buenos Aires 1:1

09.03 Cerro Montevideo - Independiente Avellaneda 1:0

15.03 Cerro Montevideo - Peñarol Montevideo 0:2

29.03 River Plate Buenos Aires - Independiente Avellaneda 2:0

13.04 River Plate Buenos Aires - Cerro Montevideo 5:0

14.04 Independiente Avellaneda - Peñarol Montevideo 0:1

19.04 River Plate Buenos Aires - Peñarol Montevideo 1:1

20.04 Independiente Avellaneda - Cerro Montevideo 2:1
| Club                     | G | V | N | P | Pti | GF | GS |
| ------------------------ | - | - | - | - | --- | -- | -- |
| River Plate Buenos Aires | 6 | 3 | 3 | 0 | 12  | 11 | 3  |
| Peñarol Montevideo       | 6 | 2 | 3 | 1 | 9   | 9  | 7  |
| Independiente Avellaneda | 6 | 2 | 1 | 3 | 7   | 5  | 7  |
| Cerro Montevideo         | 6 | 1 | 1 | 4 | 4   | 5  | 13 |

### Gruppo 2 Paraguay, Venezuela
15.02 Trujillanos Valera - Caracas 1:3

15.02 Olimpia Asunción - Cerro Porteño Asunción 1:1

21.02 Olimpia Asunción - Caracas 5:0

24.02 Cerro Porteño Asunción - Caracas 2:1

28.02 Trujillanos Valera - Olimpia Asunción 2:2

03.03 Caracas - Olimpia Asunción 1:2

21.03 Cerro Porteño Asunción - Olimpia Asunción 2:2

22.03 Caracas - Trujillanos Valera 3:2

28.03 Trujillanos Valera - Cerro Porteño Asunción 1:2

31.03 Caracas - Cerro Porteño Asunción 0:6

04.04 Olimpia Asunción - Trujillanos Valera 4:1

07.04 Cerro Porteño Asunción - Trujillanos Valera 3:1
| Club                   | G | V | N | P | Pti | GF | GS |
| ---------------------- | - | - | - | - | --- | -- | -- |
| Cerro Porteño Asunción | 6 | 4 | 2 | 0 | 14  | 16 | 6  |
| Olimpia Asunción       | 6 | 3 | 3 | 0 | 12  | 16 | 7  |
| Caracas                | 6 | 2 | 0 | 4 | 6   | 8  | 18 |
| Trujillanos Valera     | 6 | 0 | 1 | 5 | 1   | 8  | 17 |

### Gruppo 3 Cile, Colombia
10.02 Universidad de Chile Santiago - Universidad Católica Santiago 4:1

14.02 Atlético Nacional Medellín -  Millonarios Bogotà 0:0

21.02  Millonarios Bogotà - Universidad Católica Santiago 5:1

24.02 Atlético Nacional Medellín - Universidad Católica Santiago 3:1

07.03  Millonarios Bogotà - Universidad de Chile Santiago 1:0

10.03 Atlético Nacional Medellín - Universidad de Chile Santiago 1:0

15.03 Universidad Católica Santiago - Universidad de Chile Santiago 2:0

15.03  Millonarios Bogotà - Atlético Nacional Medellín 2:0

21.03 Universidad Católica Santiago -  Millonarios Bogotà 4:1

24.03 Universidad de Chile Santiago -  Millonarios Bogotà 3:2

04.04 Universidad Católica Santiago - Atlético Nacional Medellín 1:1

07.04 Universidad de Chile Santiago - Atlético Nacional Medellín 0:0
- spareggio qualificazione

12.04 Universidad Católica Santiago - Universidad de Chile Santiago 4:1
| Club                          | G | V | N | P | Pti | GF | GS |
| ----------------------------- | - | - | - | - | --- | -- | -- |
| Millonarios Bogotà            | 6 | 3 | 1 | 2 | 10  | 11 | 8  |
| Atlético Nacional Medellín    | 6 | 2 | 3 | 1 | 9   | 5  | 4  |
| Universidad de Chile Santiago | 6 | 2 | 1 | 3 | 7   | 7  | 7  |
| Universidad Católica Santiago | 6 | 2 | 1 | 3 | 7   | 10 | 14 |

### Gruppo 4 Brasile, Ecuador
21.02 Palmeiras San Paolo - Grêmio Porto Alegre 3:2

22.02  Emelec Guayaquil - Nacional Quito 1:1

07.03 Nacional Quito - Palmeiras San Paolo 1:0

10.03  Emelec Guayaquil - Palmeiras San Paolo 1:3

14.03  Emelec Guayaquil - Grêmio Porto Alegre 2:2

17.03 Nacional Quito - Grêmio Porto Alegre 1:2

22.03 Grêmio Porto Alegre - Palmeiras San Paolo 0:0

22.03 Nacional Quito -  Emelec Guayaquil 0:2

28.03 Palmeiras San Paolo -  Emelec Guayaquil 2:1

31.03 Grêmio Porto Alegre -  Emelec Guayaquil 4:1

04.04 Palmeiras San Paolo - Nacional Quito 7:0

07.04 Grêmio Porto Alegre - Nacional Quito 2:0
| Club                | G | V | N | P | Pti | GF | GS |
| ------------------- | - | - | - | - | --- | -- | -- |
| Palmeiras San Paolo | 6 | 4 | 1 | 1 | 13  | 15 | 5  |
| Grêmio Porto Alegre | 6 | 3 | 2 | 1 | 11  | 12 | 7  |
| Emelec Guayaquil    | 6 | 1 | 2 | 3 | 5   | 8  | 12 |
| Nacional Quito      | 6 | 1 | 1 | 4 | 4   | 3  | 14 |

### Gruppo 5 Bolivia, Perù
08.02 Bolívar La Paz - Jorge Wilstermann Cochabamba 2:0

08.02 Sporting Cristal Lima - Alianza Lima 3:0

14.02 Jorge Wilstermann Cochabamba - Alianza Lima 2:1

18.02 Bolívar La Paz - Alianza Lima 3:1

21.02 Jorge Wilstermann Cochabamba - Sporting Cristal Lima 2:2

24.02 Bolívar La Paz - Sporting Cristal Lima 1:1

08.03 Alianza Lima - Sporting Cristal Lima 1:1

08.03 Jorge Wilstermann Cochabamba - Bolívar La Paz 1:1

14.03 Alianza Lima - Jorge Wilstermann Cochabamba 6:1

17.03 Sporting Cristal Lima - Jorge Wilstermann Cochabamba 7:0

21.03 Alianza Lima - Bolívar La Paz 1:1

24.03 Sporting Cristal Lima - Bolívar La Paz 1:0
| Club                         | G | V | N | P | Pti | GF | GS |
| ---------------------------- | - | - | - | - | --- | -- | -- |
| Sporting Cristal Lima        | 6 | 3 | 3 | 0 | 12  | 15 | 4  |
| Bolívar La Paz               | 6 | 2 | 3 | 1 | 9   | 8  | 5  |
| Alianza Lima                 | 6 | 1 | 2 | 3 | 5   | 10 | 11 |
| Jorge Wilstermann Cochabamba | 6 | 1 | 2 | 3 | 5   | 6  | 19 |

- Vélez Sarsfield Buenos Aires ammesso direttamente agli ottavi in quanto campione in carica.

## Ottavi di finale
Andata: 25 aprile 1995 e 27 aprile 1995. Ritorno: 3 maggio 1995 e 4 maggio 1995.
| Squadra 1            | Totale        | Squadra 2        | Andata | Ritorno |
| -------------------- | ------------- | ---------------- | ------ | ------- |
| Club Olimpia         | 0-5           | Grêmio           | 0-3    | 0-2     |
| Emelec               | 2-2 (5-4 dcr) | Cerro Porteño    | 2-0    | 0-2     |
| Alianza Lima         | 1-3           | Millonarios      | 1-1    | 0-2     |
| Caracas FC           | 5-8           | Sporting Cristal | 2-2    | 3-6     |
| Bolívar              | 1-3           | Palmeiras        | 1-0    | 0-3     |
| Atlético Nacional    | 6-2           | C.A. Peñarol     | 3-1    | 3-1     |
| Independiente        | 2-5           | Vélez Sársfield  | 0-3    | 2-2     |
| Universidad Católica | 3-4           | River Plate      | 2-1    | 1-3     |

## Quarti di finale
Andata: 21 maggio 1995 e 26 luglio 1995. Ritorno: 2 agosto 1995.
| Squadra 1         | Totale        | Squadra 2        | Andata | Ritorno |
| ----------------- | ------------- | ---------------- | ------ | ------- |
| River Plate       | 1-1 (5-3 dcr) | Vélez Sarsfield  | 1-1    | 0-0     |
| Grêmio            | 6-5           | Palmeiras        | 5-0    | 1-5     |
| Emelec            | 4-2           | Sporting Cristal | 3-1    | 1-1     |
| Atlético Nacional | 3-2           | Millonarios      | 2-1    | 1-1     |

## Semifinali
Andata: 9 agosto 1995. Ritorno: 16 agosto 1995.
| Squadra 1         | Totale        | Squadra 2   | Andata | Ritorno |
| ----------------- | ------------- | ----------- | ------ | ------- |
| Atlético Nacional | 1-1 (8-7 dcr) | River Plate | 1-0    | 0-1     |
| Emelec            | 0-2           | Grêmio      | 0-0    | 0-2     |

## Finale
Andata: 23 agosto 1995. Ritorno: 30 agosto 1995.
| Squadra 1 | Totale | Squadra 2         | Andata | Ritorno |
| --------- | ------ | ----------------- | ------ | ------- |
| Grêmio    | 4-2    | Atlético Nacional | 3-1    | 1-1     |

## Classifica marcatori
| Giocatore               | Squadra                          | Gol |
| ----------------------- | -------------------------------- | --- |
| Jardel                  | Grêmio Foot-Ball Porto Alegrense | 12  |
| Roberto Palacios        | Sporting Cristal                 | 7   |
| Alberto Acosta          | Universidad Católica             | 7   |
| Víctor Hugo Aristizábal | Atlético Nacional                | 7   |
| Richart Báez            | Club Olimpia                     | 7   |